# DFL Deutsche Fußball Liga
DFL Deutsche Fußball Liga e. V., wcześniej Die Liga – Fußballverband (Liga – Związek Piłkarski), Ligaverband (Związek Ligi), Die Liga – Fußballverband e.V. – spółka dominująca, będąca spółką nadrzędną dla Deutsche Fußball Liga, zrzeszająca 36 niemieckich zawodowych klubów piłkarskich, występujących w Bundeslidze oraz 2. Bundeslidze, reprezentując ich interesy, w szczególności wobec Deutscher Fußball-Bund (niemieckiego związku piłki nożnej).

## Regulacje prawne
DFL Deutsche Fußball Liga e. V. jest pełnoprawnym członkiem Deutscher Fußball-Bund (DFB) od 2001 r. Związek między DFB a DFL i jego wspólną działalnością z podmiotem zależnym DFL regulują następujące dokumenty prawne:
- Podstawowa umowa między DFB a DFL;
- Statut DFL;
- Statut DFB[3].

### Podstawowy traktat
Od początku sezonu 2004/05 obowiązuje podstawowa umowa, określająca prawa i obowiązki dla zarówno dla DFB i DFL. Traktat przyznaje w szczególności DFL prawo do organizowania rozgrywek klubowych należących do Bundesligi oraz 2. Bundesligi. Dodatkowo traktat zapewnia DFL pełne prawa marketingowe. W umowie nie uwzględniono rozgrywek, które mogą być autonomicznie kontrolowane przez DFL (np. zlikwidowane DFL-Ligapokal czy turniej DFB-Hallenpokal).
Ponadto umowa podstawowa zawiera szczególne wymagania dotyczące czasów rozpoczęcia i transmisji meczów w telewizji niekodowanej (FTA). Pierwsza umowa została zawarta w 2012 r., a w 2013 r. oraz 2017 r. zmieniona została jej forma.

#### Krytyka
Podstawowa umowa reguluje roczne przepływy pieniężne pomiędzy DFB a DFL. Niemiecki związek piłkarski przenosi prawo organizowania Bundesligi i 2. Bundesligi, w zamian za co otrzymuje stawkę dzierżawy w wysokości trzech procent przychodów marketingowych 36 klubów. DFL z kolei uczestniczy w przychodach marketingowych drużyny narodowej. Przepływy te są jednak ograniczone maksymalnie do 26 milionów euro z dochodów z telewizji i biletów z DFL - bez względu na to, jak bardzo ten dochód wzrośnie w lidze. Krytycy, m.in. były prezes DFB Theo Zwanziger oskarżyli DFL o rezygnację z milionów dolarów na rzecz profesjonalnej piłki nożnej. Skarbnik DFB Stephan Osnabrügge powiedział, że „istnieją dobre i przekonujące powody takiego ograniczenia. Dają obu stronom bezpieczeństwo planowania”. Pomimo protestów ostatecznie DFB Bundestag zatwierdził kontrowersyjną umowę, w której przepływy pieniężne klubów zawodowych dla klubów amatorskich pozostają ograniczone.

## Deutsche Fußball Liga
Deutsche Fußball Liga GmbH (DFL) została założona 19 grudnia 2000 jako niezależne przedsiębiorstwo. Jedyny udziałowiec Die Liga – Fußballverband e.V. wniósł kapitał zakładowy w wysokości 1 miliona euro oraz przekazał całą swoją działalność. Zarząd Ligaverband tworzy także radę nadzorczą DFL.

### Obowiązki
Działalność DFL obejmuje trzy obszary. DFL zajmuje się organizowaniem rozgrywek Ligaverband, marketingiem oraz przyznawaniem licencji.
W zakresie organizacyjnym DFL odpowiada za ustalanie harmonogramu meczów Bundesligi i 2. Bundesligi oraz meczów barażowych, a także Superpucharu Niemiec. DFL zajmuje się również regulacją transferów zawodników pomiędzy klubami.
Działalność „marketingowa” obejmuje przyznawanie praw do transmisji telewizyjnych, radiowych i internetowych licencji. Prawa do transmisji Bundesligi obejmują łącznie 209 terytoriów na całym świecie. W sezonie 2015/2016 przychody z tytułu praw do transmisji wyniosły 3,85 mld euro.
Trzeci obszar działalności („licencjonowanie”) polega na wdrożeniu i dalszym rozwoju poprzedniej procedury udzielania licencji przez DFB. DFL stosuje procedurę dla klubów Bundesligi i 2. Bundesligi. W ten sposób liga sprawdza, w jakim stopniu poszczególne kluby spełniają wymogi uczestnictwa w profesjonalnych rozgrywkach piłkarskich. Katalog wymagań obejmuje kryteria sportowe, finansowe, prawne, infrastrukturalne, kadrowe, administracyjne, medialne i bezpieczeństwa. Najważniejsze jest finansowe kryterium płynności, która ma na celu zapewnienie, że wszystkie kluby występujące w dwóch najwyższych klasach rozgrywkowej w Niemczech są w pełni wypłacalne przez cały okres trwania rozgrywek oraz aby móc utrzymać kluby tak długo, jak to możliwe. DFL może odmówić wydania licencji, jeśli klub nie spełnia tych wymagań.
DFL wraz z dwudziestoma trzema innymi związkami zawodowymi jest członkiem założycielem World Leagues Forum, założonego w Zurychu w lutym 2016 r. Podobnie jak Ligaverband, celem organizacji jest centralne łączenie i reprezentowanie interesów lig zawodowych i ich wspólnych poglądów, głównie przeciwko FIFA oraz innych instytucji zajmujących się sportem i polityką.

### Spółki zależne
DFL założył kilka spółek zależnych, w celu rozwoju innowacyjności oraz kompleksowego świadczenia usług. W 2006 r. powstała Sportcast GmbH z siedzibą w Kolonii. Sportcast odpowiada za cały pakiet, od produkcji po dystrybucje sygnału telewizyjnego z meczów Bundesligi, 2 Bundesligi oraz Superpucharu na cały świat. Jest to jeden z największych producentów transmisji sportowych na żywo w jakości HD. Od momentu powstania w telewizji wyemitowano ponad 9500 takich meczów. Sportcast jest również odpowiedzialny za działanie Niemieckiego Archiwum Piłki Nożnej (DFA). Największe archiwum cyfrowej piłki nożnej na świecie prawie całkowicie zachowuje historię niemieckiego futbolu w postaci ruchomego obrazu o najwyższej możliwej jakości dla przyszłych pokoleń. Cały spis materiałów biblioteki multimediów obejmuje ponad 140 000 godzin treści wideo z ponad 180 000 plików. Sportcast obejmuje również Sportec Solutions, odpowiedzialną za oficjalne dane dotyczące wszystkich meczów niemieckiej piłki nożnej od 2017 roku.
W 2012 r. założona została DFL Digital Sports, która tworzy treści cyfrowe na platformach, mediach i portalach społecznościowych. Spółka odpowiada także za oficjalną stronę Bundesligi oraz kontrolę jednolitej treści w językach niemieckim, angielskim i hiszpańskim. Treści cyfrowe są tworzone w Kolonii.
W 2008 r. powstała spółka DFL Sports Enterprises, przekształcona w 2017 r. na Bundesliga International. Siedziba spółki znajduje się we Frankfurcie, ale ma także oddziały m.in. w Singapurze, Pekinie czy Nowym Jorku. Spółka odpowiada za międzynarodowy marketing Bundesligi oraz prawa autorskie, w szczególności licencje dla gier. Gry Bundesligi są licencjonowane we wszystkich 211 krajach członkowskich FIFA. Partnerami licencyjnymi są wiodące sieci medialne, takie jak FOX International Channels, BeIN Sport i Eurosport, ale także nadawcy krajowi, tacy jak Mai TV na Fidżi, ICRT na Kubie lub RTNB w Burundi. Oprócz stałego wzrostu przychodów generowanych dla ligi, dotarcie do globalnych grup docelowych jest jednym z podstawowych zadań marketingu międzynarodowego spółki. Obejmuje on zasięgiem technicznym ponad miliard gospodarstw domowych i ponad 400 000 godzin telewizyjnych nadawanych rocznie. Dodatkowo spółka związana jest umowami partnerskimi z producentami, wykorzystującymi znak towarowy Bundesligi. Jest to m.in. producent oficjalnej piłki dla Bundesligi (DERBYSTAR), nadawca płatnej telewizji (Sky Deutschland), partner licencyjny oraz producent naklejek i kart kolekcjonerskich (Topps) czy firma bukmacherska (Tipico). Najdłuższym biznesowym partnerem jest firma EA Sports, z którą niemiecki związek związany jest od 1998 roku.
Kolejną spółką zależną DFL jest firma świadcząca usługi turystyczne Liga Travel, która jest spółką joint venture. Została założona w 2002 r. w celu wsparcia podróży drużyn, sponsorów, prasy, kibiców od lotów, poprzez rezerwacje hoteli, po odpowiedni program transportu na stadion. Większość klubów z Bundesligi, 2. Bundesligi, 3. Ligi oraz kobiecej Bundesligi należą do klientów Liga Travel. Liga Travel ściśle współpracuje z menedżerami klubów, aby zapewnić optymalne planowanie i organizację podróży. Oprócz specyficznego dla grupy docelowej projektu specjalnych pakietów podróżnych dla sponsorów, VIP-ów, przedstawicieli mediów i fanów, Liga Travel zajmuje się również organizowaniem konferencji i wydarzeń, takich jak przyjęcie noworoczne DFL, walne zgromadzenie, walne zgromadzenia i wydarzenia, takie jak Superpuchar i otwarcie sezonu w Bundeslidze.

## Zarząd
Organami zarządzającymi DFL jest zgromadzenie akcjonariuszy, dyrektorzy zarządzający oraz rada nadzorcza. Prezes stowarzyszenia ligowego należy do prezydium i zarządu DFB. Pierwszym prezesem Związku Ligi był Werner Hackmann z HSV, który zmarł w styczniu 2007 r. Został pośmiertnie mianowany pierwszym Honorowym Prezydentem Związku Ligi. Do czasu wyborów obecnego nowego prezydenta Wolfgang Holzhäuser z Bayer 04 Leverkusen piastował funkcję prezesa związku. 6 sierpnia 2007 doktor Reinhard Rauball został wybrany na nowego przewodniczącego Ligi i na trzech następnych Walnych Zgromadzeniach i piastował tę funkcję do 2019 r. Wcześniej w 2018 r. Rauball ogłosił, że ustępuje ze stanowiska. Podczas walnego Zgromadzenia 21 sierpnia 2019 postanowiono zrestrukturyzować nieco model DFL, odstąpiono od prezydentury, a na nowym prezesem został Christian Seifert.
| Dotychczasowi prezesi Die Liga – Fußballverband | Dotychczasowi prezesi Die Liga – Fußballverband | Dotychczasowi prezesi Die Liga – Fußballverband | Dotychczasowi prezesi Die Liga – Fußballverband |
| Lp.                                             | Imię i nazwisko                                 | Okres urzędowania                               |                                                 |
| ----------------------------------------------- | ----------------------------------------------- | ----------------------------------------------- | ----------------------------------------------- |
| 1.                                              | Werner Hackmann                                 | 2000–2007                                       |                                                 |
| 2.                                              | Wolfgang Holzhäuser                             | 2007                                            |                                                 |
| 3.                                              | Reinhard Rauball                                | 2007–2019                                       |                                                 |

Stan na 6 kwietnia 2020, Źródło
| Zarząd Die Liga – Fußballverband | Zarząd Die Liga – Fußballverband | Zarząd Die Liga – Fußballverband |
| Imię i nazwisko                  | Funkcja                          |                                  |
| -------------------------------- | -------------------------------- | -------------------------------- |
| Christian Seifert                | Prezes                           |                                  |
| Oliver Leki                      | Pierwszy Wiceprezes              |                                  |
| Steffen Schneekloth              | Drugi Wiceprezes                 |                                  |
| Jan-Christian Dreesen            | Członek Zarządu                  |                                  |
| Rüdiger Fritsch                  | Członek Zarządu                  |                                  |
| Oke Göttlich                     | Członek Zarządu                  |                                  |
| Ansgar Schwenken                 | Członek Zarządu                  |                                  |
| Alexander Wehrle                 | Członek Zarządu                  |                                  |

Stan na 6 kwietnia 2020, Źródło
| Rada Nadzorcza DFL | Rada Nadzorcza DFL        | Rada Nadzorcza DFL |
| Imię i nazwisko    | Funkcja                   |                    |
| ------------------ | ------------------------- | ------------------ |
| Peter Peters       | Przewodniczący            |                    |
| Oliver Leki        | Zastępca przewodniczącego |                    |
| Stefan Schippers   | Członek Rady Nadzorczej   |                    |
| Ingo Schiller      | Członek Rady Nadzorczej   |                    |
| Jürgen Machmeier   | Członek Rady Nadzorczej   |                    |

Stan na 6 kwietnia 2020, Źródło

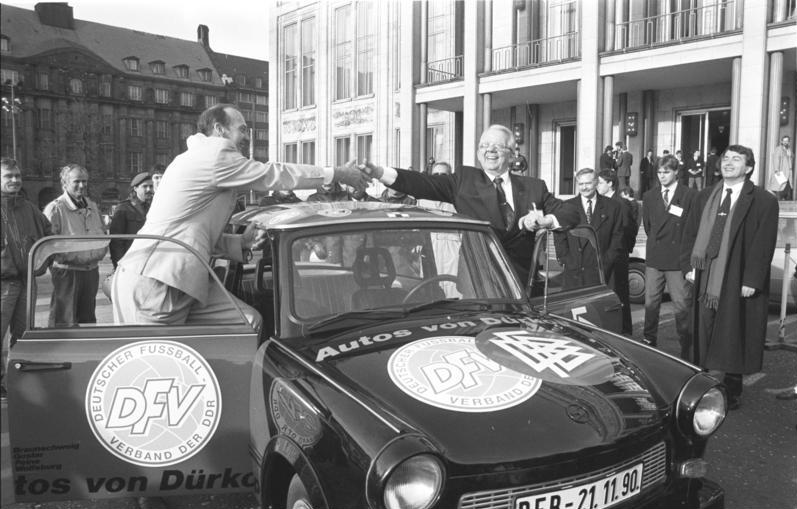
Przedstawiciele niemieckiego związku piłkarskiego (DFB)

Ligaverband został zarejestrowany w niemieckim rejestrze handlowym 1 lipca 2001. Przewodnictwo w spółce Deutsche Fußball Liga GmbH, zarejestrowanej 9 kwietnia 2001, objął Wilfried Straub. Heribert Bruchhagen został dyrektorem zarządzającym, Christian Müller był odpowiedzialny za finanse oraz licencję, Michael Pfad natomiast za dział komunikacji. DFL zapoczątkował działalność w siedzibie DFB we Frankfurcie nad Menem, gdzie 20 pracowników otrzymało swoje biura. Wilfried Straub po 40 latach z niemiecką piłką (najpierw DFB, a później DFL) odszedł na emeryturę, a jego miejsce 1 lipca 2005 zajął Christian Seifert.
Od 1 lipca 2015 działa także pięcioosobowy organ zarządzający Bundesligą. W jego skład wchodzą: „Prawa audiowizualne” (dr Holger Blask), „Finanse, IT i organizacja” (Jörg Degenhart), „Prawo” (Jürgen Paepke) i „Komunikacja korporacyjna i marki” (Christian Pfennig) oraz „Piłka nożna – Możliwości i Fani” (Ansgar Schwenken), który jest powiązany z siedzibą i głosowaniem podczas prezydencji DFL. Ponadto nadal istnieją dyrekcje „Licencje” (Werner Möglich) i „Sport i rozwój” (Andreas Nagel).

## Historia

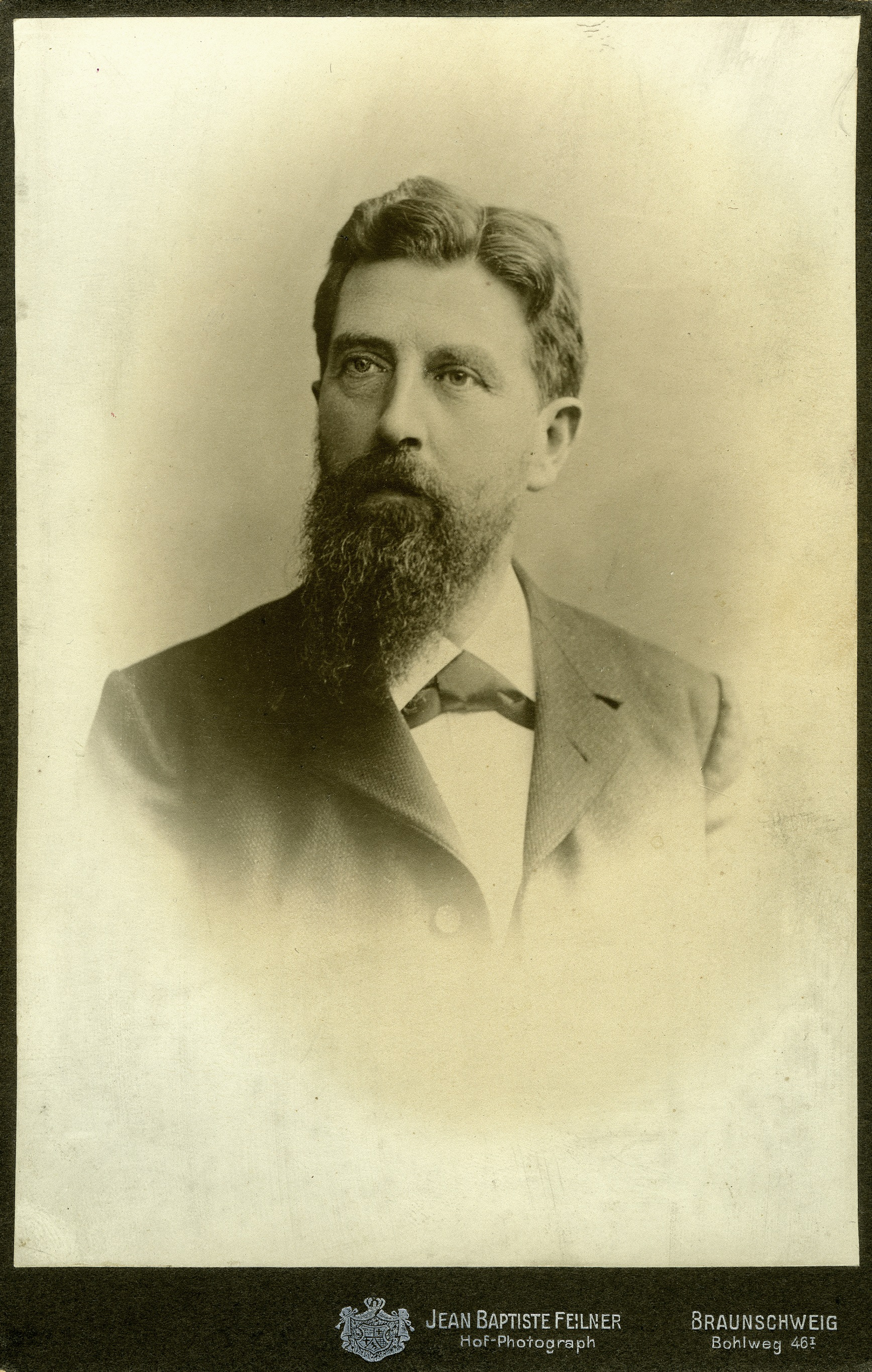
Konrad Koch

Początek piłki nożnej w Niemczech datuje się na 1874 r., gdy Konrad Koch – nauczyciel liceum – założył w Brunszwiku Schüler-Fußballverein, organizację szkolną składającą się z 60 uczniów, którą po latach określono pierwszym klubem piłkarskim w Niemczech. W 1875 r. Koch opublikował pierwszą niemieckojęzyczną wersję przepisów piłkarskich. W tamtym okresie piłka nożna była uznawana za zło społeczne, a sportem przewodnim była gimnastyka. Ponad dziesięć lat później byli studenci Kocha założyli sekcje piłkarskie w istniejących już stowarzyszeniach sportowych.
Aby piłka nożna mogła się rozwijać, potrzebna była organizacja, która sprawowałaby opiekę nad klubami. W 1880 potrzeba ta została mocno zauważona. Ostatecznie w styczniu 1900 r. powstał w Lipsku Niemiecki Związek Piłki Nożnej - Deutscher Fußball-Bund (DFB). Zbiegło się to w czasie z wejściem w życie niemieckiego kodeksu cywilnego (Bürgerliches Gesetzbuch, BGB), który obejmował prawnie cały kraj. W 1903 r. po raz pierwszy rozegrano mistrzostwa Niemiec pod patronatem DFB.
Do 1962 r. piłka nożna miała w Niemczech charakter rozgrywek amatorskich. W 1962 r. na wzór angielskiej Football League, włoskiej Serie A oraz hiszpańskiej Primera División przeszła na zawodowstwo. 28 lipca 1962 w Dortmundzie spotkała się rada DFB w celu omówienia powstania Bundesligi. Wynikiem 103 do 26 głosów zdecydowano o powstaniu ligi. Niezadowoleni z wyników głosowania działacze DFB w myśl odsunięcia „prawdziwej decyzji” utworzyli komisję, która miała za zadanie stworzyć prawo odnośnie do licencjonowania piłkarzy – Lizenspieler. Przed powstaniem Bundesligi piłkarze musieli posiadać inną pracę, aby móc się utrzymać, a piłka nożna była traktowana jako zajęcie hobbystyczne. Według prawa zarobki nie mogły przekraczać 400 marek. Wprowadzenie zawodowstwa w piłce nożnej przekształciło kluby z instytucji użytku publicznego na przedsiębiorstwa zatrudniające zawodowców. Piłka nożna oficjalnie stała się w Niemczech zawodem. Licencjonowani zawodnicy mogli otrzymywać zarobki w wysokości do 500 marek miesięcznie oraz bonusy w wysokości do 700 marek. W odosobnionych przypadkach, dla zasłużonych dla kraju zawodników (np. Max Morlock, Hans Schafer) federacja pozwalała na wypłacanie zawodnikom pensji w wysokości 2500 marek. Dodatkowo wprowadzono ograniczenia dla maksymalnej kwoty transferowej między klubami do 50 000 marek, z których jedną piątą powinien otrzymać zawodnik. Działacze tłumaczyli ograniczenie pensji względami etycznymi. W tamtym czasie włoski klub Modena FC zaoferował reprezentantowi Niemiec Albertowi Brüllsowi zarobki w wysokości 150 tysięcy marek rocznie. Licencję na udział w zawodowych rozgrywkach otrzymało 16 klubów, po jednym z każdego ze związków regionalnych.

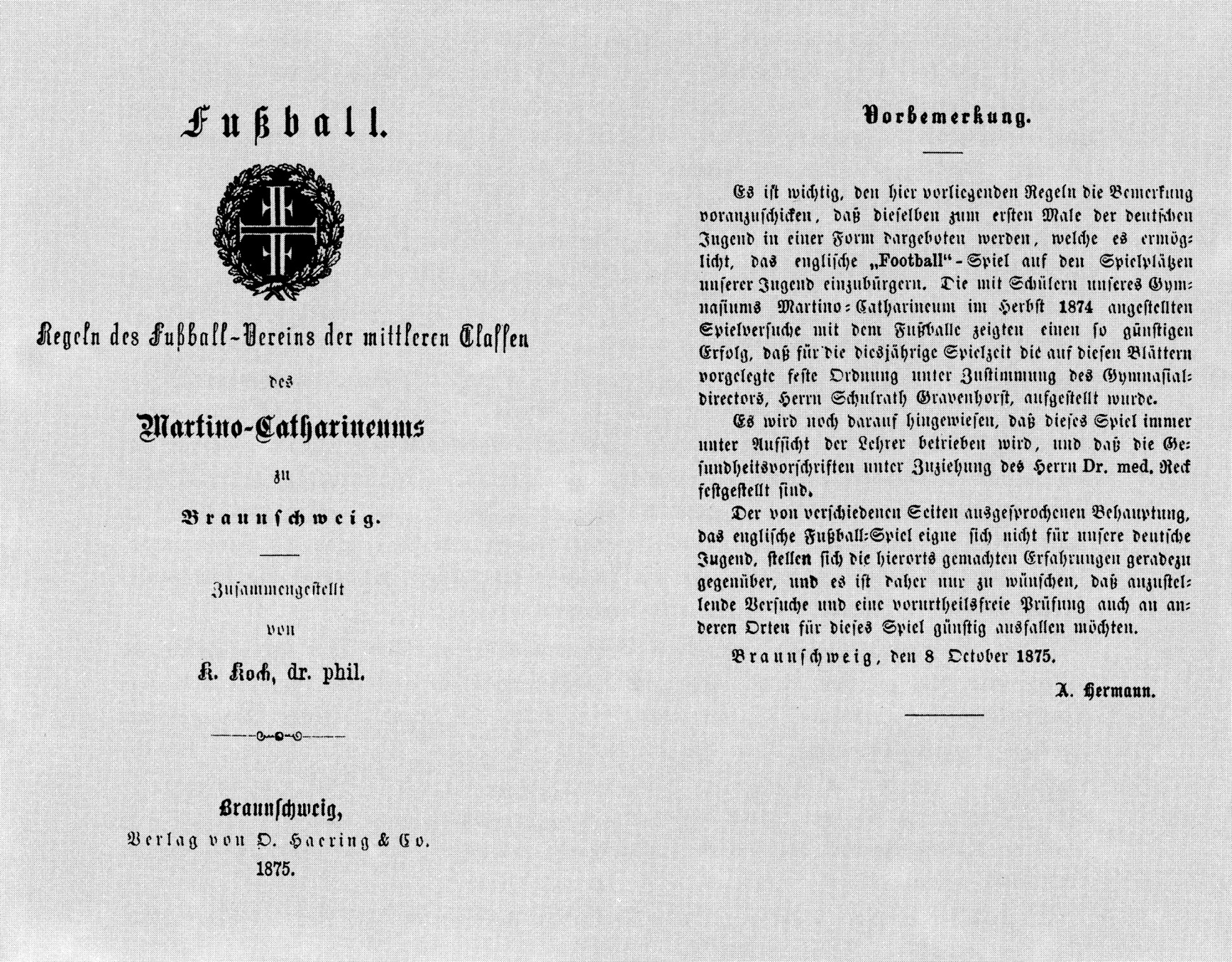
Strona tytułowa pierwszego niemieckiego regulaminu piłkarskiego z 1875 r.

Licencjonowanie piłkarzy nie było jedyną nowością w trakcie powstania Bundesligi. Wprowadzono także procedurę licencyjną dla klubów w niej występujących. Kluby Bundesligi musiały corocznie udowadniać, że są wypłacalne. W przypadku niewypłacalności DFB mogło odmówić wydania licencji.
Jeden raz w historii Bundesliga liczyła 20 zespołów, a miało to miejsce w sezonie (1991/92). Do Bundesligi dołączyły 2 najlepsze drużyny z NRD z sezonu 1990/91 – Hansa Rostock i Dynamo Drezno. Co ciekawe, drużyna z Drezna do sezonu (1994/95) przystępowała z długiem, który wynosił 16 milionów marek. Dynamo sezon zakończyło na ostatnim, 18. miejscu, a więc sezon następny powinno rozpoczynać w 2. Bundeslidze. Tak się jednak nie stało, bowiem DFB odmówił wydania licencji na grę i klub w sezonie 1995/96 wystartował w lidze regionalnej.
Organizacja DFB, która od 1900 r. regulowała każdy aspekt niemieckiej piłki w, tym reprezentację narodową Niemiec oraz rozgrywki Bundesligi, pod koniec lat 90. przechodziła kryzys. Zbiegło się to z setną rocznicą powstania związku oraz z fatalnymi wynikami reprezentacji trenera Ribbecka podczas Mistrzostw Europy 2000. Wyniki reprezentacji usprawiedliwiano niskim poziomem rozgrywek ligowych, która po wprowadzeniu Prawa Bosmana została oblegana przez obcokrajowców. W kwietniu 2001 r. Energie Cottbus stało się pierwszą niemiecką drużyną, w której meczu ligowego nie rozpoczął żaden Niemiec. Globalne podejście niemieckich klubów, otrzymujących coraz większe środki z rynku telewizyjnego zaczęły postrzegać DFB za organizację amatorską. Przed 1998 r. kluby piłkarskie w Niemczech były własnością wyłącznie stowarzyszeń członkowskich. Oznaczało to, że kluby były organizacjami non-profit, a prywatna własność nie była dozwolona w żadnych okolicznościach. DFB w październiku 1998 r. uległ klubom i umożliwił im przekształcenie ich drużyn piłkarskich w publiczne lub prywatne spółki z ograniczoną odpowiedzialnością. Wprowadzona została jednak zasada 50 + 1, która wymaga od klubu macierzystego posiadania co najmniej 50% plus jeden dodatkowy udział, zapewniając, że członkowie klubu nadal posiadają większość praw. Ten ruch jednak nie wystarczył i 36 profesjonalnych klubów podjęło próby stworzenia własnej, profesjonalnej ligi. W związku z tym DFB pozwolił klubom uformować związek ligowy (Die Liga – Fußballverband) oraz przejąć kontrolę nad dwiema najwyższymi rozgrywkami w kraju, czyli Bundesligą i 2. Bundesligą. 30 września, podczas nadzwyczajnego zgromadzenia DFB w Moguncji, 202 delegatów związku jednomyślnie podjęło decyzję zezwalając na powstanie Ligaverband. Związek Ligi oficjalnie rozpoczął swoją działalność 18 grudnia 2000, a dzień później powołał do roli zarządzania rozgrywkami założoną przez siebie spółkę Deutsche Fußball Liga GmbH (DFL).
W trakcie tworzenia się Związku Ligi DFB zajął się naprawą niemieckiej piłki nożnej od podstaw. Rozpoczął od wprowadzenia programu promocji talentów w 2000 r. zatrudniając dodatkowo 400 trenerów młodzieży. Związek zainwestował pieniądze w skauting oraz bazy piłkarskie – wszystkich 21 związków regionalnych otrzymało około miliona euro na poszukiwanie i szkolenie talentów do 13. roku życia, zaś półtora miliona dla młodych piłkarzy w wieku od 13 do 17 lat, którzy nie przynależeli jeszcze do żadnego dużego klubu.
Na pierwszego prezydenta Związku Ligi 18 grudnia 2000 powołano Wernera Hackmanna, byłego senatora oraz Prezesa Zarządu Hamburger SV. 28 kwietnia 2001 odbyło się kolejne zgromadzenie DFB, na którym ostatecznie nie potwierdzono wszystkich dokonanych zmian, jednakże Związek Ligi już był odpowiedzialny za proces udzielania licencji na sezon 2001/02.

## AG Fankulturen

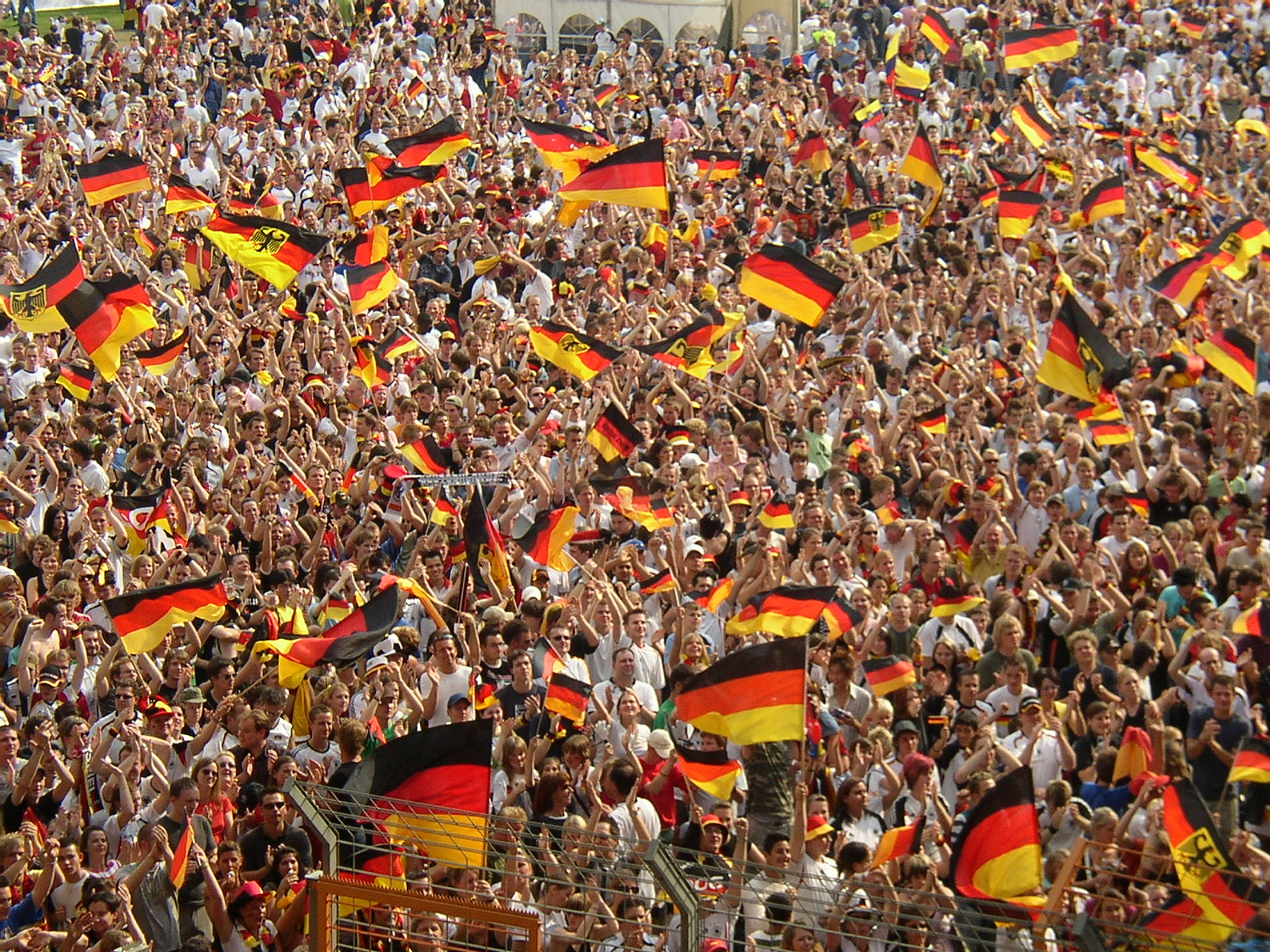
Strefa kibica podczas Mistrzostw Świata 2006 w Bochum

Kultura kibicowania w Niemczech jest bardzo bogata. W nowoczesnym rozumowaniu kibica często sprowadza się do roli klienta, a stadion uważa się za świątynię konsumpcji. Organizacja meczów piłkarskich nie sprowadza się jedynie do zorganizowania meczu dla kibiców, ale także działalności wykraczającej poza sport, która zapewnia kibicom inne atrakcje oraz usługi, np. gastronomiczne, telekomunikacyjne (wifi), muzealne, sprzedaż gadżetów klubowych czy organizacja loterii stadionowych. Wpływ procesu globalizacyjnego przyczynił się do zmian w sferze pozyskiwania nowych kibiców przez kluby piłkarskie. Kluby działające jeszcze w latach 90. jako stowarzyszenia zmieniły swoją strukturę organizacyjną przemieniając się w spółki. Kluby nie ograniczają się jedynie do działalności związanej stricte z promowaniem sportu i wynikami sportowymi, ale również przemodelowanie przedsiębiorstw piłkarskich wymusiło powstanie działalności związanych z budowaniem atrakcyjności klubów, wśród których można wyróżnić: Stakeholders, merchandising, sponsoring, organizacje meczów, budowanie marki, ekspansji na nowe rynki, działalność w mediach społecznościowych oraz dywersyfikacje działalności. Działalność spółek zwraca szczególną uwagę na wizerunek klubu oraz budowania trwałych relacji z kibicami, zwłaszcza wśród najmłodszych.
Rozwój piłki nożnej w Niemczech oraz mocne przywiązanie społeczności do danego klubu przyczynił się do powstania zorganizowanych grup kibiców, potocznie nazywanych fanklubami. Największą liczbę członków klubów i fanklubów posiada w Niemczech Bayern Monachium. DFB oraz DFL postanowiły współdziałać w zakresie komunikacji z niezależnymi niemieckimi przedstawicielami kibiców wychodząc z inicjatywą porozumienia podczas Kongresu DFB w 2007 r. w Lipsku. W wyniku tego porozumienia powołana została grupa robocza, która rozpoczęła swoją działalność we wrześniu jako AG Fandialog. Zadaniami AG Fandialog był regularny dialog pomiędzy fanklubami a DFB i DFL oraz reprezentowanie interesów i inicjatyw kibiców, np. w sprawie oprawy meczowej. W grudniu 2011 r. działalność AG Fandialog została poszerzona i dotyczyła dialogu do spraw bezpieczeństwa pomiędzy kibicami a Komisją DFB. Pomimo regularnych zmian członków AG Fandialog został rozwiązany w październiku 2015 r., a za powód rozwiązania podano brak medialnego dostępu do działalności dla kibiców oraz brak zainteresowania działaniami AG Fandialog. W grudniu 2015 r. prezydium DFB zatwierdziło powołanie Komisji ds. Zapobiegania i kultury bezpieczeństwa oraz kultury fanów w celu usprawnienia komunikacji między kibicami oraz szerzeniu kultury kibicowania, bezpieczeństwa oraz zapobiegania przestępczości stadionowej. Komisja podzieliła swoje działania na działalność dotyczącą komunikacji z kibicami AG Fankulturen oraz działalności związanej z bezpieczeństwem AG Stadion.
Celem AG Fankulturen jest stałe prowadzenie komunikacji między organizatorami rozgrywek a fanklubami, aby poznać różne stanowiska obu stron w sprawach dotyczących poszczególnych obszarów, grup i wewnętrznych i zewnętrznych organizacji klubowych oraz zapewnienie odpowiedniego kompromisu. Fundamentem działań jest budowanie trwałych relacji z kibicami, rozwiązywanie problemów kibiców, protestów, a także zwalczanie rasistowskich i obraźliwych zachowań oraz wywieszania obraźliwych banerów. Skład AG Fankulturen składa się z 16 wolontariuszy będących członkami stowarzyszenia.
Jedną z prób demonstracji kibiców przeciwko DFL była forma protestu w związku z organizowaniem meczów Bundesligi w poniedziałki.

## Krytyka
W styczniu 2018 r. DFL ogłosiło oficjalne partnerstwo z maltańskim bukmacherem Tipico. Zostało to skrytykowane przez organizację antykorupcyjną Transparency International. Krytyka dotyczyła społecznej odpowiedzialności DFL, jak i DFB oraz niewystarczającego zaangażowania w opracowany w 2010 r. przez DFL projekt dotyczący zapobiegania korupcji. Transparency International zwracało szczególną uwagę na zagrożenia ze strony uzależnienia od hazardu oraz korupcji, zwłaszcza wśród młodych piłkarzy. Ponadto partnerstwo zostało skrytykowane ze względu na niejasną sytuację prawną hazardu w Niemczech.